# 빅토리아 게오르기에바
빅토리아 게오르기에바(불가리아어: Виктория Георгиева, 1997년 9월 21일 ~ )는 불가리아의 싱어송라이터이다. 《더 엑스 팩터》 불가리아 시즌 4에 참가하면서 처음으로 이름을 알렸다. 2021 유로비전 송 콘테스트 불가리아 대표 참가자이다.